# Aloeides juana
The Juana Copper (Aloeides juana) là một bướm ngày thuộc họ Lycaenidae. Loài này có ở Nam Phi, từ West Cape to Namaqualand và vùng Steinkopf ở North Cape.
Sải cánh từ 29–34 mm đối với con đực và 30–38 mm đối với con cái. Cá thể trưởng thành mọc cánh từ tháng 9 tới tháng 12 và từ tháng 2 tới tháng 4. Mỗi năm loài này có hai thế hệ.